# David Verdonck
David Verdonck (* 17. April 1976 in Turnhout) ist ein ehemaliger belgischer Radrennfahrer.
David Verdonck gewann 2005 eine Etappe bei der Tour du Faso gewinnen. Im Jahr darauf gewann er eine Etappe und entschied als erster Belgier die Gesamtwertung für sich. Die Tour du Faso 2006 war sein letzter Wettkampf. Im Alter von 30 Jahren beendete er Ende des Jahres seine Karriere.

## Teams
- 2005 Groep Blijweert-Mode Makers
- 2006 Bio-Avia-Mode Makers

| Personendaten    | Personendaten            |
| ---------------- | ------------------------ |
| NAME             | Verdonck, David          |
| KURZBESCHREIBUNG | belgischer Radrennfahrer |
| GEBURTSDATUM     | 17. April 1976           |
| GEBURTSORT       | Turnhout                 |